# Heinola härad
Heinola härad är ett härad i Päijänne-Tavastland, tidigare i S:t Michels respektive Södra Finlands län.
Ytan (landsareal) var 4104,6 km² 1910; häradet hade 31 december 1908 47.038 invånare med en befolkningstäthet av 11,5 inv/km².

## Ingående kommuner
De ingående landskommunerna var 1910 som följer:
- Gustav Adolfs
- Heinola landskommun
- Joutsa
- Leivonmäki
- Luhango
- Mäntyharju
- Sysmä

Joutsa, Leivonmäki och Luhango överfördes till Laukas härad och det nybildade Mellersta Finlands län 1960.
Som en följd av kommunsammanslagningar och överföringar mellan härader består häradet sedan 1997 av Heinola stad samt Gustav Adolfs och Sysmä kommuner.